# Alliance évangélique mondiale
Pour les articles homonymes, voir Alliance évangélique.
L'Alliance évangélique mondiale ou AEM (en anglais World Evangelical Alliance (WEA)) est une organisation mondiale interdénominationnelle d'églises chrétiennes évangéliques et protestantes fondée en 1846 à Londres, en Angleterre. Elle regroupe 143 alliances nationales d'Églises, 104 associations membres et 6 commissions. C'est la plus importante organisation internationale d'Églises évangéliques et protestantes. Elle a son siège à Deerfield (Illinois), aux États-Unis. Cette organisation ne regroupe qu’une partie des églises chrétiennes évangéliques. Son dirigeant est le pasteur zimbabwéen Goodwill Shana.

## Histoire
L’organisation a ses origines dans l’Evangelical Alliance, une organisation britannique fondée en 1846 par 52 confessions chrétiennes évangéliques de divers pays à Londres, en Angleterre,. En 1912, elle prend le nom de World Evangelical Alliance. En 1951, la Communauté évangélique mondiale (World Evangelical Fellowship) est fondée par des dirigeants évangéliques de 21 pays lors de la première assemblée générale à Woudschoten (Zeist) aux Pays-Bas,,. En 2001, après l'Assemblée générale de Kuala Lumpur, la CEM reprend le nom d'Alliance évangélique mondiale. En 2006, elle a ouvert un bureau à l’ONU de Genève, qui s’est ajouté à celui de New York. En 2018, elle a établi son siège principal à Deerfield (Illinois), États-Unis. En avril 2024, le pasteur zimbabwéen Goodwill Shana devient président exécutif.

## Croyances
L'Alliance a une confession de foi évangélique.

## Statistiques
En 2025, l’AEM regroupe 143 alliances nationales d'églises qui compteraient 600 millions de croyants. L’AEM ne regroupe qu’un certain pourcentage des églises chrétiennes évangéliques, puisque certaines églises ne sont pas membres d’une confession chrétienne ou d’une alliance nationale.

## Commissions
En 1974, l'AEM crée 6 commissions afin de mieux atteindre ses mandats,,:
- Engagement de l’Alliance : Renforcer les alliances évangéliques existants et en créer de nouvelles.

- Engagement de l’Église : Offrir des programmes et des ressources aux églises pour différents groupes sociaux.

- Engagement public : Défendre la migration et les réfugiés, la paix.

- Plaidoyer mondial : Coordonner les partenariats avec les organisations internationales, comme l'ONU.

- Théologie mondiale : Réfléchir sur des sujets de théologie évangélique, et des questions d'importance qui concerne les églises et la société dans le monde, surveiller la liberté religieuse.

- Témoignage mondial : Coordonner les activités d'évangélisation.

## Gouvernance
La gouvernance de l’organisation est assurée par un secrétaire général et des secrétaires régionaux dans les 9 régions continentales membres.

### Liste des anciens dirigeants
Cette liste contient les anciens dirigeants de l'AEM, depuis 1951.
1. Roy Cattell (Angleterre) et J. Elwin Wright (États-Unis), co-secrétaires, 1951-1953
2. A.J. Dain (Angleterre) et J. Elwin Wright (États-Unis), co-secrétaires, 1953-1958
3. Fred Ferris (États-Unis), Secrétaire International, 1958-1962
4. Gilbert Kirby (Angleterre), Secrétaire International, 1962-1966
5. Dennis Clark (Canada), Secrétaire International, 1966-1970
6. Gordon Landreth (Angleterre), Secrétaire International, par intérim 1970-1971
7. Clyde Taylor (États-Unis), Secrétaire International, 1971-1975
8. Waldron Scott (États-Unis), Secrétaire Général, 1975-1980
9. Wade Coggins (États-Unis), Secrétaire Général, par intérim 1981
10. David M. Howard (États-Unis), Directeur International, 1982-1992
11. Agustin Vencer (Philippines), Directeur International, 1992-2001
12. Gary Edmonds (États-Unis), Secrétaire Général, 2002-2004
13. Geoff Tunnicliffe (Canada), Secrétaire Général, 2005-2014
14. Efraim Tendero (Philippines), Secrétaire Général (2015-2021)
15. Thomas Schirrmacher (Allemagne), Secrétaire général (2021-2024)

## Assemblées générales
Une Assemblée générale a lieu tous les six ans, dans un pays qui diffère selon les années. Elle est un temps de prière et de conférences pour les Alliances nationales et les associations. Elle permet la prise de décisions administratives et la formation des dirigeants de chaque pays. La dernière AG a eu lieu en 2019 à Jakarta en Indonésie et les dirigeants se sont notamment engagés à établir des alliances dans les 62 pays qui n’en ont pas et s’impliquer davantage pour la liberté religieuse.

### Liste des anciennes AG
Cette liste contient les anciennes AG de l'AEM, depuis 1951.
1. 1951 : Amsterdam, (Woudschoten), Pays-Bas, 4-11 août
2. 1953 :  Clarens, Suisse, 27-31 juillet
3. 1956 : Rhode Island, États-Unis, 27-31 août
4. 1962 : Hong Kong, Chine 25 avril-2 mai
5. 1968 : Lausanne, Suisse, 4-10 mai
6. 1974 : Château d'Oex, Suisse, 25-29 juillet
7. 1980 : Londres, (Hoddesdon), Angleterre, 24-28 mars
8. 1986 : Singapour, 23-27 juin
9. 1992 : Manille, Philippines, 21-26 juin
10. 1997 : Abbotsford, Canada, 8-15 mai
11. 2001 : Kuala Lumpur, Malaisie, 4-10 mai
12. 2008 : Pattaya, Thaïlande, 25-30 octobre
13. 2019 : Jakarta, Indonésie, 7-14 novembre[20]

## Engagements mondiaux

### Programmes sociaux
La lutte contre la pauvreté est une préoccupation importante de l’AEM. Les publications et les rencontres de l’Alliance sont les moyens utilisées pour influencer et inspirer des initiatives de développement ainsi que des actions  humanitaires chez les églises, les ONG et les politiques. En 2004, elle a lancé le Défi Michée, une initiative pour sensibiliser les chrétiens sur le sujet et favoriser la prise de décision chez les dirigeants.

### Défense des droits de l’homme et de la liberté religieuse
L’AEM est également soucieuse des droits de l'homme et, notamment, de la liberté de religion et de conviction. Par ailleurs, son engagement auprès des mécanismes onusiens de défense des droits de l’homme, entre autres, s'est développé jusqu’à la création d’un département dédié, « Global Advocacy Department ».
L’AEM a un statut consultatif auprès du Conseil économique et social des Nations unies (Economic and Social Council of the UN – ECOSOC) depuis 1997, lui permettant d’intervenir auprès des mécanismes onusiens par des déclarations, rapports et recommandations, notamment dans le cadre des sessions du Conseil des droits de l'homme et de l’Examen périodique universel (EPU).
Dans le cadre de l’EPU un certain nombre de recommandations de l’AEM ont été reprises par des États, en ce sens que des recommandations formulées de manière très similaire aux propositions de l’AEM apparaissent dans les recommandations finales au nom d’un État examinateur, pour l’État examiné. Ce fut le cas notamment pour ses rapports concernant la traite d’êtres humains en Suisse en 2012, et au Canada en 2018,, le rapport sur le Bhoutan en 2019, centrés sur la liberté de religion et sur l’Iran en 2020, pour lequel l’AEM a plaidé avec succès en faveur de la mention des chrétiens convertis comme un groupe dont la liberté religieuse devait être respectée par l’Iran.
En 2020, l’Alliance a fait une déclaration, dans le cadre des résultats de l’EPU pour l’Espagne, mentionnant des réglementations exagérément exigeantes pour les communautés religieuses non-catholiques en Catalogne et la discrimination subie par les pasteurs protestants retraités exclus du système de pension depuis l’ère franquiste. Cette déclaration fut l’objet d’une réponse de l’ambassadeur espagnol, les deux recommandations ayant été acceptées dans le cadre du rapport de l’EPU correspondant et, fin 2020, le Conseil évangélique de Catalogne annonçait qu’un accord avait pu être trouvé avec la commune de L’Hospitalet de Llobregat pour éviter la fermeture de cinq églises.